# 陈可 (漫画家)
陈可（1978年—），中国画家。

## 生平
1978年生于四川通江，1998年毕业于四川美术学院附属中学，2002年毕业于四川美术学院油画系，2005年毕业于四川美术学院油画系，获硕士学位，中国 “卡通一代”的70后代表之一，是中国当代年轻女艺术家之一。其作品着力表现城市少女的细腻情愫，现着强烈的情景化和叙事性。